# Sesung (Ngwaketse)
Sesung é uma vila localizada no Distrito do Sul em Botswana, mais especificamente no subdistrito Ngwaketse. Possuía, em 2011, uma população estimada de 752 habitantes.